# Західний військовий округ (РФ)
Західний військовий округ (рос. Западный военный округ) — військовий округ Збройних сил Російської Федерації що існував з 2010 по 2024, розташовувався на північному заході Росії. 
Штаб знаходився в Санкт-Петербурзі.

## Історія
Західний військовий округ (ЗВО) було утворено в ході військової реформи 2008-2010 років на базі Московського й Ленінградського військових округів. Спочатку до складу ЗВО увійшли Північний й Балтійський флоти та 1-ше командування ВПС і ППО.
У листопаді 2014 року на основі Північного флоту було створено п'яте стратегічне командування - «Північ» й Північний флот став п'ятим військовим округом ЗС Росії. Відповідно до Указу Президента Російської Федерації, з 15 грудня 2014 року Північний флот виведено зі складу Західного військового округу. Управління ПнФ переформовано на  Об'єднане стратегічне командування — «Північ». ОСК «Північ» являє собою 5-й військовий округ ЗС Росії, у зону відповідальності якого з Західного військового округу відійшли 4 суб'єкта РФ: Мурманська і Архангельська області, Республіка Комі і Ненецький автономний округ.
Західний військовий округ було розташовано в адміністративних межах  Центрального й частини Північно-Західного та Приволзького федеральних округів на території: Карелії, Білгородська, Брянська, Володимирська, Вологодська, Воронізька, Івановська , Калінінградська, Калузька, Костромська, Курська, Ленінградська, Липецька, Московська, Нижньогородська, Новгородська, Орловська, Псковська, Рязанська, Смоленська, Тамбовська, Тверська, Тульська, Ярославська області, міста Москва й Санкт-Петербург.
У лютому 2024 указом президента РФ округ було знову розділено Московський та Ленінградський.

## Структура
- Штаб
  - Санкт-Петербурзі, на північному краї Дворцової площі.
- Підрозділи окружного підпорядкування:
  - 27-ма окрема гвардійська мотострілецька Севастопольська Червонопрапорна бригада (поселення Мосрентген, м Москва)
  - 79-та гвардійська реактивна артилерійська Новозибківська Червонопрапорна орденів Суворова і Олександра Невського бригада (Твер, 12 9А52 «Смерч»); відноситься до підрозділів артилерії резерву Верховного Головнокомандування (РВіА РГК)
  - 45-та артилерійська бригада великої потужності (м Тамбов-34, 12 203-мм 2С7 «Піон», 8 240-мм 2С4 "Тюльпан"). РВіА РГК
  - 202-га окрема зенітна ракетна бригада (м Наро-Фомінськ, Московська обл., 2 дивізіони С-300В)
  - 1-ша Севастопольська Червонопрапорна орденів Олександра Невського і Червоної Зірки бригада управління імені 50-річчя ВЛКСМ (селище Сертолове, Ленінградська обл.)
  - 16-та окрема бригада радіоелектронної боротьби (місто Плавськ, Тульська обл.)
  - 27-ма окрема бригада радіаційного, хімічного і біологічного захисту (м Курськ)
  - 29-та окрема залізнична Варшавська орденів Кутузова та Червоної Зірки бригада (м Брянськ)
  - 34-та окрема залізнична бригада (м Рязань)
  - 38-ма окрема залізнична бригада (м Вологда)
  - 45-та гвардійська інженерно-саперна Берлінська орденів Червоної Зірки та Олександра Невського бригада (м Муром)
  - 69-та окрема бригада МТЗ, в/ч 11385 (Нижньогородська область, місто Дзержинськ):
    - 1454-й окремий трубопровідний батальйон, в/ч 72483, Нижньогородська область, Володарський район, с. Центральне;

  - 132-га Констанцька бригада зв'язку (територіальна) (поселення Агалатове, Ленінградська обл.)
  - Оперативна група російських військ у Придністровському регіоні Республіки Молдова (м Тирасполь, Придністров'я)
  - 1-й окремий стрілецький Семенівський полк (поселення Мосрентген, місто Москва)
  - 100-й окремий полк забезпечення (д. Алабине, Московська обл.)
  - 154-й окремий комендантський Преображенський полк (військове містечко «Лефортове», м Москва)
  - Навчальний центр управління (м Сертолове, Ленінградська обл.)
  - 467-й гвардійський окружний навчальний Московсько-Тартуський Червонопрапорний центр підготовки молодших спеціалістів (танкових військ) (м Ковров, Володимирська обл.)
  - 210-й гвардійський Ковельський Червонопрапорний міжвидовий регіональний навчальний центр інженерних військ (м Кстове, Нижньогородська обл.)
- 1-ша гвардійська танкова армія:
  - 4-га гвардійська танкова Кантемирівська дивізія ордена Леніна, Червонопрапорна дивізія імені Ю. В. Андропова, в/ч 19612 (Наро-Фомінськ);
  - 2-га гвардійська мотострілецька Таманська дивізія ордена Жовтневої Революції, Червонопрапорна ордена Суворова дивізія імені М. І. Калініна, в/ч 23626 (Калінінець);
  - 47-ма танкова Ченстоховська Червоного прапора ордена Кутузова дивізія, в/ч 54096 (управління у Муліно Нижньогородської області);
  - 27-ма окрема гвардійська мотострілецька Севастопольська Червонопрапорна бригада імені 60-річчя СРСР бригада, в/ч 61899 (Мосрентген, Московської області);
  - 96-та окрема розвідувальна бригада, в/ч 52634 (Нижній Новгород, Сормовський район);
  - 288-ма артилерійська Варшавська Бранденбурзька Червонопрапорна, орденів Кутузова, Богдана Хмельницького і Червоної Зірки бригада, в/ч 30683 (селище Муліно);
  - 112-та гвардійська ракетна Новоросійська ордена Леніна, двічі Червонопрапорна, орденів Суворова, Кутузова, Богдана Хмельницького і Олександра Невського бригада, в/ч 03333 (місто Шуя, Південне містечко);
  - 49-та зенітна ракетна бригада, в/ч 21555 (селище Красний Бор Смоленський район або місто Смоленськ);
  - 60-та бригада управління, в/ч 76736 (селище Селятино Наро-Фомінського району Московської області та селище Баковка Одінцовського району Москви);
  - інженерно-саперний полк (Московська область);
  - 20-й полк РХБ захисту, в/ч 12102 (Нижній Новгород, смт Центральний);
  - 231-й окремий батальйон РЕБ.
- 6-та загальновійськова Червонопрапорна армія (м. Санкт-Петербург):
  - 25-та окрема гвардійська мотострілецька Севастопольська Червонопрапорна бригада імені Латиських стрільців (поселення Владимирський Лагер, Псковська обл.)
  - 138-ма окрема гвардійська мотострілецька Красносільська ордена Леніна Червонопрапорна бригада (поселення Кам'янка, Ленінградська обл.)
  - 26-та ракетна Німанська Червонопрапорна, орденів Суворова, Кутузова та Олександра Невського бригада (м Луга, Ленінградська обл.)
  - 9-та гвардійська артилерійська Келецько-Берлінська орденів Кутузова, Богдана Хмельницького, Олександра Невського і Червоної Зірки бригада (м Луга, Ленінградська обл.)
  - 268-ма гвардійська артилерійська бригада (м Пушкін, Ленінградська обл.)
  - 5-та зенітна ракетна бригада (п. Горелово, г. Санкт-Петербург)
  - 51-ша окрема бригада матеріально-технічного забезпечення (м. Санкт-Петербург)
  - 95-та окрема Ленінградська Червонопрапорна бригада управління імені 50-річчя утворення СРСР (поселення Горелове, г. Санкт-Петербург)
  - 216-та база зберігання та ремонту військової техніки (м Петрозаводськ, 4-а омсбр)
  - 7014-та база зберігання та ремонту військової техніки (м Луга, Ленінградська область, 16 9П140 «Ураган», 18 152 мм 2С19 «Мста-С», 36 152 мм 2С5 «Гіацинт-С», 6 100 мм МТ-12, 36 9П149 "штурм-С "). База служить для посилення діючих з'єднань або розгортання 2-х артилерійських бригад.
- 20-та гвардійська загальновійськова Червонопрапорна армія (Вороніж, Воронізька область):
  - 4-та гвардійська танкова Кантемирівська ордена Леніна Червонопрапорна дивізія імені Ю. В. Андропова (м Наро-Фомінськ, Московська обл.);
  - 2-га гвардійська мотострілецька Таманська ордена Жовтневої Революції, Червонопрапорна, ордена Суворова дивізія імені М. І. Калініна (смт. Калінінець, Московська обл.);
  - 6-та окрема танкова Ченстоховська Червонопрапорна ордена Кутузова бригада (селище Муліне, Нижньогородська область);
  - 9-та окрема мотострілецька Вісленська Червонопрапорна, орденів Суворова і Кутузова бригада (Нижній Новгород);
  - 112-та гвардійська ракетна Новоросійська ордена Леніна, двічі Червонопрапорна, орденів Суворова, Кутузова, Богдана Хмельницького і Олександра Невського бригада, (м. Шуя);
  - 448-ма ракетна бригада (м Курськ);
  - 288-ма артилерійська Варшавсько-Бранденбурзька Червонопрапорна, орденів Кутузова, Богдана Хмельницького і Червоної Зірки бригада (поселення Муліне, Нижньогородська область);
  - 49-та зенітна ракетна бригада (поселення Красний Бор, м Смоленськ);
  - 53-тя зенітна ракетна бригада (м Курськ);
  - 9-та гвардійська Львівсько-Берлінська орденів Богдана Хмельницького і Червоної Зірки бригада управління (селище Муліне, Нижньогородська область);
  - 69-та окрема бригада матеріально-технічного забезпечення (поселення Муліне, Нижньогородська область)
  - 99-та база зберігання та ремонту військової техніки (м Твер, 13-я омсбр);
  - 7015-та база зберігання та ремонту військової техніки (поселення Муліне, Нижньогородської обл., 16 9П140 «Ураган», 54 152 мм 2А65 «Мста-Б», 12 100 мм МТ-12, 36 9П149 «Штурм-С»).
- повітрянодесантні війська:
  - 76-та гвардійська десантно-штурмова Чернігівська Червонопрапорна дивізія (м Псков)
  - 98-ма гвардійська повітрянодесантна Свірська Червонопрапорна, ордена Кутузова дивізія (м Іваново)
  - 106-та гвардійська повітрянодесантна Червонопрапорна, ордена Кутузова дивізія (м Тула)
  - 45-та окрема гвардійська бригада спеціального призначення (м. Кубинка, Москва)
  - 38-ма окрема бригада зв'язку ПДВ (поселення Ведмежі Озера, Московська область)
- розвідка:
  - 2-га окрема бригада спеціального призначення (поселення Череха, Псковська обл.)
  - 16-та окрема бригада спеціального призначення (м Тамбов)
  - 82-га окрема радіотехнічна Варшавська Червонопрапорна, ордена Олександра Невського бригада особливого призначення (м Вязьма)
  - 146-та окрема радіотехнічна Червонопрапорна бригада особливого призначення (поселення Горби, Ленінградська обл.)
  - 322-й центр спеціального призначення (м Сонечногірськ, Московська обл.)
    - загін спеціального призначення «Сенеж» (м Сонечногірськ)
    - 900-й загін спеціального призначення (м Кубинка)
- морська піхота та берегова оборона:
  - 18-та гвардійська мотострілецька Інстербурзька двічі Червонопрапорна, ордена Суворова дивізія (м Гусєв, Калінінградська обл.)[4]
  - 336-та окрема гвардійська Белостокська орденів Суворова і Олександра Невського бригада морської піхоти Балтійського флоту (м Балтійськ, Калінінградська обл.)
  - 25-та окрема берегова ракетна бригада (поселення Донське, Калінінградська обл.)
  - 152-га гвардійська ракетна Берестейсько-Варшавська ордена Леніна, Червонопрапорна, ордена Кутузова бригада (м Черняхівськ, Калінінградська обл.)
  - 244-та гвардійська артилерійська Вітебська Червонопрапорна, орденів Кутузова та Олександра Невського бригада (м Калінінград)
  - 7-й окремий гвардійський механізований Пролетарський Московсько-Мінський Червонопрапорний, орденів Суворова і Кутузова полк (м Калінінград)
  - 22-й окремий гвардійський зенітно-ракетний полк (м Калінінград, ЗРК «Тор»)
  - 183-й гвардійський зенітно-ракетний Молодечненський ордена Олександра Невського полк (м Гвардійськ, Калінінградська обл., 2 дивізіону С-400)
  - 1545-й зенітно-ракетний полк (м Знам'янськ, Калінінградська обл., Дивізіон С-300В)
  - 73-й окремий понтонно-мостовий Неманський ордена Олександра Невського батальйон (поселення Городкове, Калінінградська обл.)
  - 313-й загін спеціального призначення боротьби з протидиверсійних силами і засобами (Балтійськ, Калінінградська обл.)
  - 473-й загін спеціального призначення боротьби з протидиверсійних силами і засобами (Кронштадт, м. Санкт-Петербург)
  - 299-й навчальний центр берегових військ (м Гвардійськ, Калінінградська обл.)
  - 561-й розвідувальний центр (поселення Парусне, Калінінградська область)
  - 742-й центр зв'язку (м. Калінінград)
  - 841-й окремий центр радіоелектронної боротьби (поселення Янтарний, Калінінградська область)

## Озброєння
На озброєнні зазначених з'єднань і баз зберігання знаходиться:
- 48 ПУ тактичних і оперативно-тактичних ракет (24-36 «Точка-У», 12-24 «Іскандер»);
- понад 700 танків (приблизно по 100 Т-72 і Т-90, більше 500 Т-80), приблизно 900 БМП і БМД, до 600 колісних (в основному — БТР-80) і більше 800 гусеничних (МТЛБ і БТР-Д) БТР;
- більше 600 САУ, до 700 гармат польової артилерії, більше 100 мінометів, понад 300 РСЗВ (з них більше 200 — старий добрий «Град», решта — «Ураган» і «Смерч»); близько 200 ПТРК;
- близько 400 ПУ ЗРК військової ППО (С-300В, «Бук», «Тор», «Оса», «Стріла-10»), 60 ЗРПК «Тунгуска», кілька ЗСУ-23-4 «Шилка».

На території ЗВО також знаходиться база резерву танків у м Буй Костромської області. На ній зберігається ще кілька тисяч одиниць бронетехніки (танків, БМП, БТР).
Наземної ППО на території ЗВО є найбільш потужною серед всіх нових військових округів — на неї припадає 22 з 38 зенітно-ракетних полків, що входять до складу ВПС і ППО Росії. Причому на озброєння трьох або чотирьох з цих 22 полків на додаток до ЗРС С-300пм вже надійшла С-400 (два або три полки в Московській і один в Калінінградській областях). До цього можна додати 5 полків системи ПРО Москви і вищезгадані 4 зенітно-ракетні бригади сухопутних військ.
- Ударна авіація включає близько дев'яноста фронтових бомбардувальників, у тому числі всі 24 новітніх Су-34, наявних у ВПС РФ (решта — Су-24).
- Винищувальна авіація — до 200 винищувачів і перехоплювачів (Су-27, МіГ-29, МіГ-31; в це число включені палубні Су-27К (Су-33) на єдиному російському авіаносці).
- Близько 80 ударних вертольотів Мі-24/35, не менше 50 багатоцільових Мі-8/17 і приблизно стільки ж морських вертольотів Ка-27/29/32.

Балтійський флот має на озброєнні:
- 3 дизельні підводні човни (дві проєкту 877, обидві в ремонті, одна проєкту 677),
- 2 есмінця проєкту 956 (обидва в ремонті),
- 2 сторожових корабля проєкту 11540,
- 3 корвети проєкту 20380,
- 8 малих протичовнових кораблів проєкту 1331,
- 4 малих ракетних корабля проєкту 12341,
- 7 ракетних катерів проєкту 12411,
- 12 тральщиків,
- 4 великі десантні кораблі проєкту 775 (у тому числі один 775М),
- 2 малих десантних кораблі на повітряній подушці проєкту 12322.

## Командувачі округом
- 2010 — генерал-полковник Валерій Герасимов
- 2010–2012 — генерал-полковник Аркадій Бахін
- 2012-2015 — генерал-полковник Анатолій Сидоров
- 2018 — 2022 генерал-полковник Олександр Журавльов
- З 28 вересня 2022 — генерал-лейтенант Бердніков Роман Борисович[5][6][7].
- з листопада по грудень 2022 року — генерал-полковник Сергій Кузовльов[8].
- з грудня 2022 генерал-лейтенант Євген Нікіфоров[8]